# Etiopisk kalender
Den etiopiske kalender (amharisk የኢትዮጵያ ዘመን አቆጣጠር ye'Ītyōṗṗyā zemen āḳoṭaṭer) er den vigtigste af de kalendere, som bruges i Etiopien. Den består af 12 måneder à 30 dage samt 1 ekstra kort måned kaldet "ppagume" på blot 5 dage, dog 6 dage ved skudår. Den etiopiske kalender har i lighed med den julianske kalender skudår hvert fjerde år uden undtagelse. Den er baseret på den koptiske kalender, som er baseret på den oldgamle egyptiske kalender, dog med et andet udgangspunkt og derfor et anderledes årstal. Nytårsdag ("d. 1. meskerem") falder normalt på den gregorianske kalenders 11. september (12. september lige efter skudår), og fra denne dato er etiopiernes årstal 7 år bagude i forhold til det gregorianske, hvilket bliver til 8 år bagude, fra det gregorianske nytår finder sted d. 1. januar og indtil det næste etiopiske nytår. Eftersom den etiopiske kalender også tager udgangspunkt i året for Kristi fødsel, stammer denne forskel fra en revidering af Jesus' fødselsår, der blev vedtaget i Konstantinopel og udbredt til hele det kristne Europa i 600-tallet, mens etiopierne fastholdt deres årstal.

## Måneder
| Ge'ez, Amharisk og Tigrinya (Tigrinya-endelser i parentes) | Koptisk                | Gregoriansk startdato | Startdato i år efter skudår |
| ---------------------------------------------------------- | ---------------------- | --------------------- | --------------------------- |
| Mäskäräm (መስከረም)                                           | Tut (Thout)            | 11. september         | 12. september               |
| Ṭəqəmt(i) (ጥቅምት)                                           | Babah (Paopi)          | 11. oktober           | 12. oktober                 |
| Ḫədar (ኅዳር)                                                | Hatur (Hathor)         | 10. november          | 11. november                |
| Taḫśaś ( ታኅሣሥ)                                             | Kiyahk (Koiak)         | 10. december          | 11. december                |
| Ṭərr(i) (ጥር)                                               | Tubah (Tobi)           | 9. januar             | 10. januar                  |
| Yäkatit (Tn. Läkatit) (የካቲት)                               | Amshir (Meshir)        | 8. februar            | 9. februar                  |
| Mägabit (መጋቢት)                                             | Baramhat (Paremhat)    | 10. marts             | 10. marts                   |
| Miyazya (ሚያዝያ)                                             | Baramundah (Paremoude) | 9. april              | 9. april                    |
| Gənbot (ግንቦት)                                              | Bashans (Pashons)      | 9. maj                | 9. maj                      |
| Säne (ሰኔ)                                                  | Ba'unah (Paoni)        | 8. juni               | 8. juni                     |
| Ḥamle (ሐምሌ)                                                | Abib (Epip)            | 8. juli               | 8. juli                     |
| Nähase (ነሐሴ)                                               | Misra (Mesori)         | 7. august             | 7. august                   |
| Ṗagʷəmen/Ṗagume (ጳጐሜን/ጳጉሜ)                                 | Nasi (Pi Kogi Enavot)  | 6. september          | 6. september                |

Disse datoer gælder mellem marts 1900 og februar 2100, fordi den etiopiske kalender har disse år som skudår, mens den gregorianske ikke har.
| Tid | Spire Denne artikel om tid eller kalendere er en spire som bør udbygges. Du er velkommen til at hjælpe Wikipedia ved at udvide den. |